# لیکویید (تیم)
تیم لیکویید یک سازمان چند منطقه ای حرفه ای در ورزش الکترونیک است که در هلند واقع شده و در سال ۲۰۰۰ تأسیس شده‌است. با انتشار بازی استارکرفت ۲: قلب ازدحام، تیم لیکویید با اولین بازیکنان حرفه ای خود قرارداد امضا نمود. در سال ۲۰۱۲، تیم لیکویید یک تیم دوتا ۲ را در آمریکای شمالی را بدست آورد و اولین فعالیت خود را در زمینه مدیریت چند ژانر رقم زد.
در ژانویه ۲۰۱۵، تیم لیکویید رسماً با تیم کرس تحت پرچم لیکویید ادغام شد، استیو آرهانت و کارکنان پشتیبانی او و همچنین تیم‌های لیگ افسانه‌ها، مبارز خیابانی و سوپر اسمش بروز را به تیم لیکویید اضافه نمود. تیم دوتا ۲ اروپا آنها برنده مسابقات بین‌المللی ۲۰۱۷ شد که یکی از بزرگترین جایزه‌های مسابقات تورنمنت در طول تاریخ را داشت.